# Askarysi

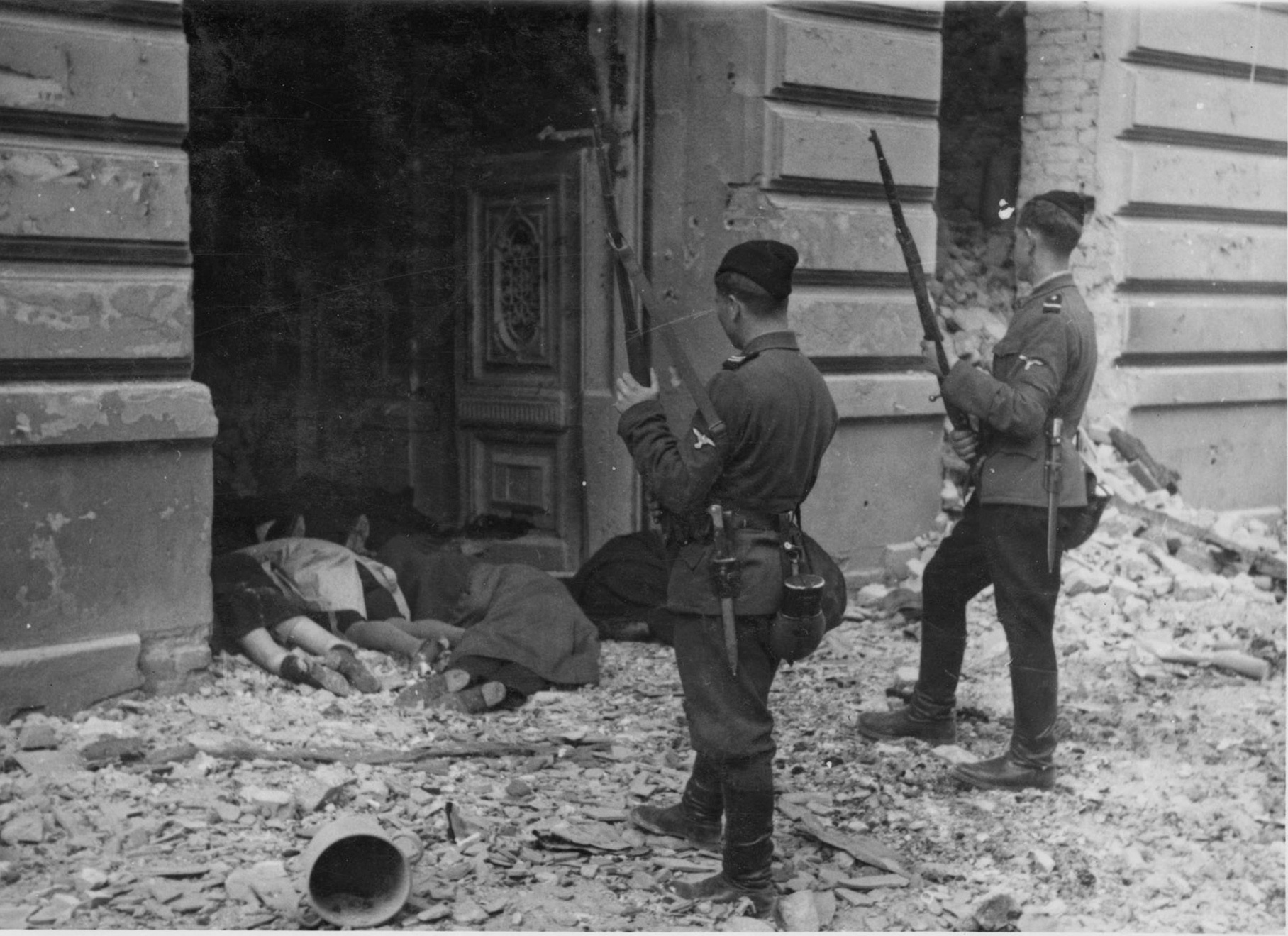
Zdjęcie z Raportu Stroopa z podpisem „Askarysi uczestniczący w akcji”

Askarysi (arab. عسكري = askari) – tubylczy żołnierze afrykańskich sił kolonialnych w XIX i XX wieku. Podczas II WŚ nazywano tak niektóre niemieckie jednostki w Europie złożone z żołnierzy obcego pochodzenia (Rosjan, Ukraińców, Łotyszy), choć nie mieli oni związku z kolonialnymi askarysami.

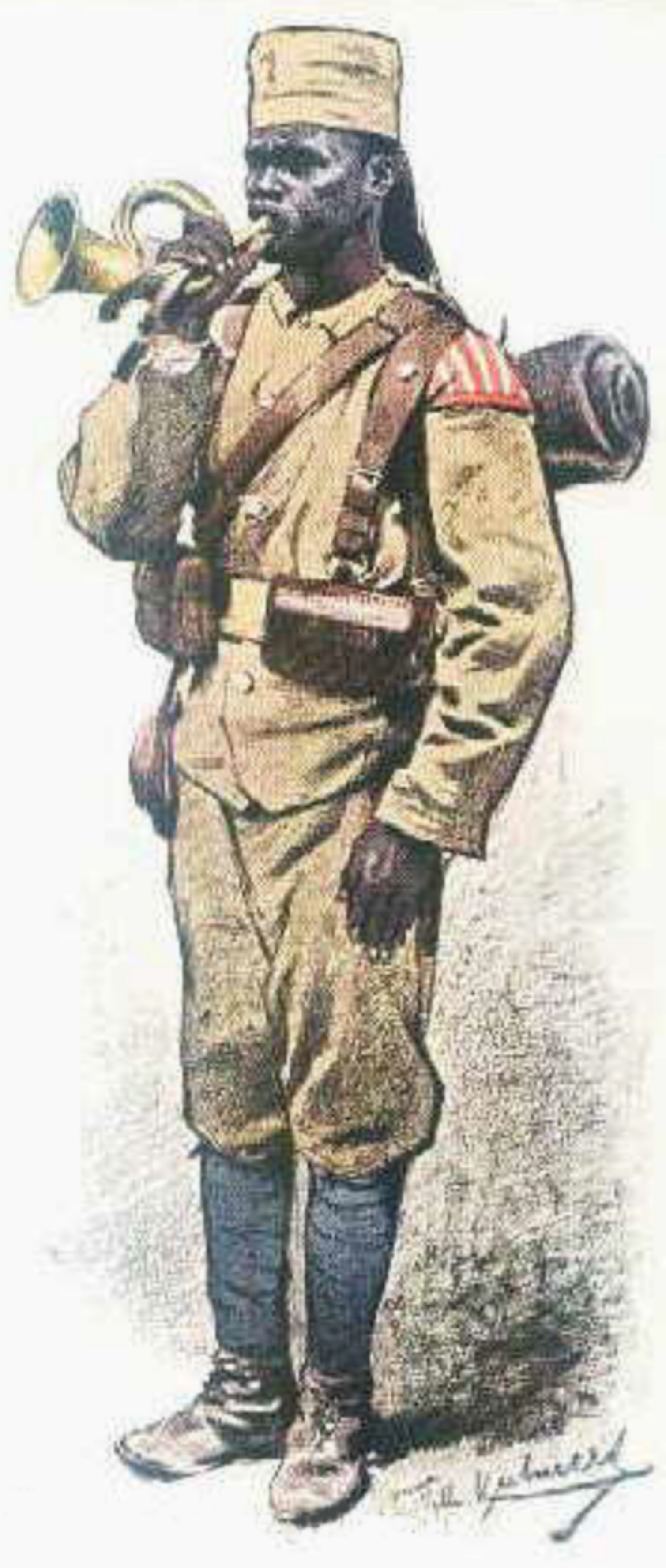
Askarys niemieckich wojsk afrykańskich (ok. 1914)

W armii brytyjskiej oddziałom tym, początkowo nieregularnym, zmieniano później status, formując np. East African Rifles (Wielka Brytania), następnie przekształcony w King's African Rifles – pułk, który walczył w obydwu wojnach światowych. Włoska armia kolonialna licząca ok. 256 tys. ludzi, miała ok. 180 tys. tubylczych żołnierzy.
Najbardziej znanymi wojskami złożonymi w dużej części z askarysów były Schutztruppe z Niemieckiej Afryki Wschodniej, które pod dowództwem gen. Paula von Lettow-Vorbecka skutecznie wiązały znaczne siły brytyjskie przez całą I wojnę światową (w latach 60. rząd RFN wypłacił renty żyjącym jeszcze uczestnikom walk).

## III Rzesza
W czasie II wojny światowej nazwę te nosiły oddziały Wehrmachtu i Waffen-SS składające się z byłych żołnierzy Armii Czerwonej. Określano tak Ukraińców oraz Rosjan walczących po stronie Niemców podczas tłumienia powstania warszawskiego w 1944. Sformowani z Ukraińców askarysi byli odpowiedzialni m.in. za zbrodnię w Chatyniu na Białorusi.
Oddziały złożone z Łotyszy wraz z żołnierzami SS, pod komendą SS-Gruppenführera Jürgena Stroopa, jako jednostki pomocnicze stłumiły powstanie w getcie warszawskim. W odniesieniu do tych jednostek Stroop także używa określenia „askarysi”.